# Okada Yusei
Yusei Okada (sinh ngày 8 tháng 5 năm 1987) là một cầu thủ bóng đá người Nhật Bản.

## Sự nghiệp câu lạc bộ
Yusei Okada đã từng chơi cho Tochigi Uva FC, Grulla Morioka và Vanraure Hachinohe.